# قضايا في العري الاجتماعي
العري الاجتماعي هو ممارسة العري في أماكن عامة نسبيًا ولا تتقيد بالفصل بين الجنسين. ويحدث هذا في كل من الفضاءات العامة وفي ملكيات تجارية، مثل منتجعات العراة.
ما يزال هناك بعض العري المنعزل لدى السكان الأصليين في المناطق المدارية، على الرغم من أن نمط الحياة هذا عرضة لأخطار شديدة، وكذلك أيضًا سباحة الذكور وهم عراة في العلن، الأمر الذي كان أمرًا مألوفًا بشدة في الحضارة الغربية. بدأ التعري على النمط الأوروبي نحو مطلع القرن العشرين في الهند البريطانية وألمانيا الشمالية، وقد امتد الأمر إلى الولايات المتحدة الأمريكية عبر المهاجرين الألمان في الثلاثينيات من القرن العشرين.

## المصطلح
يختلف استخدام وتعريف المصطلحات المرتبطة بالعري الاجتماعي من الناحيتين الجغرافية والتاريخية. في كتابه السينما الطبيعية يتحدث مارك ستوري: «سنصادف بشكل دائم مصطلحين مرتبطين ببعضهما، هما متعري وعرياني. وبالرغم من أن معنيي المصطلحين متطابقين بشكل شبه كامل، فإنهما غالبًا ما يمتلكان دلالات مختلفة بالنسبة لأولئك الذين يفضلون واحدًا على الآخر. في أمريكا، عادة ما يشير الأشخاص الذين يؤمنون بأنه من الصحي جسديًا واجتماعيًا وعاطفيًا وربما روحيًا أن يكون المرء عاريًا بالكامل بشكل فردي أو ضمن الجماعات مختلطة الجنس، حيثما كان الطقس يتيح وذلك ولا يضايق ذلك الآخرين، إلى أنفسهم بأنهم «متعرون». أما في أوروبا فإن أشخاصًا كهؤلاء يشيرون إلى أنفسهم أغلب الأحيان بأنهم «عريانيون». 
التعري الأخلاقي مقابل التعري الترفيهي هو مفهوم طرح للمرة الأولى من قبل ستيفان ديشينز في حلقة شهر أبريل لعام 2011 من البرنامج الصوتي ذا ناتشريست ليفينغ شو الذي يحاول إقامة نظام تصنيف للأنواع المختلفة من المتعرين\العريانيين. يوصف المتعرون الأخلاقيون بأنهم ينظرون إلى أنفسهم لعى أنهم جزء من فلسفة ذات أبعاد أخلاقية في حين أن المتعرين الترفيهيين يشاركون فقط في نشاط ترفيهي يتضمن تعريًا. 
يتمتع العديد من الناس بالعري الاجتماعي بشكل متقطع دون أن يتبنوا أي مصطلح ودون أن يربطوا أنفسهم بأي منظمة عريانية أو منظمة تعري أو منظمة إف كي كي أو أي جماعات أو حركات أخرى. ذلك شائع على شواطئ العراة على سبيل المثال وفي أشكال أخرى من التعري الاجتماعي، كتلك التي تشاهد في أحداث ثقافية مثل مهرجان الرجل المحترق أو التعري الترفيهي. 
يزعم العديد من الناشطين، مثل فينسنت بيثل، أنه لا لزوم للجمعيات التي تروج للتعري أو للعريانية، إذ أنها لا تؤدي سوى إلى «تعرٍّ في غيتوات جري التساهل معها». ويؤمن الناشط دانييل جونسون أن التعريفات والانتماءات تعقّد بشكل كبير ظاهرة بسيطة نسبيًا، وتبعد آخرين بسبب خوفهم من الالتزام أو الصور النمطية غير المرغوبة، الأمر الذي سيعيق دمج التعري ضمن الحياة اليومية.

## مخاوف قانونية

### تعري علني
يُسمح بالتعري العلني في إنجلترا وويلز في أي مكان شريطة ألا يُقصد منه التسبب بتحرش أو بالذعر أو بالإزعاج. 
استُبعد التعري من قانون الجرائم الجنسية لعام 2003 في إنجلترا وويلز، بموجب المادة رقم 66. لم تبلّغ الشرطة ودائرة الادعاء الملكية بشكل ملائم، وبذلك لوحق أي تبليغ بالتعري بموجب المادة 5 من قانون النظام العام لعام 1986. منح قانون المساواة لعام 2010 المتعرين مكانة محمية وهُزمت وسيلة استخدام قانون النظام العام في المحاكم في عام 2013.
تستهدف بعض القوانين التعري. ففي ولاية أركانساس في الولايات المتحدة، يعتبر التعري مخالفًا للقانون في حال تعدّى نطاق الأسرة المباشرة، حتى ضمن ملكية خاصة. ويصنف كجريمة أيضًا «الترويج للعري أو تأييده». 

### التصوير الفوتوغرافي
تقدم الجمعية الأمريكية للعري الترفيهي استمارة لنشر الصور لكي تتيح للأفراد أن يمنحوا الإذن لنشر صورهم أو صور أولادهم. 

### الأطفال
يمكن أن يتسبب سريان قوانين حماية الأطفال بقلق لدى المسؤولين من احتمال حدوث إساءات للأطفال في حالات التعري الاجتماعي. في الولايات المتحدة الأمريكية، قد تُجري وكالة خدمات حماية الأطفال تحقيقًا حتى لو لم تنتهك أي قوانين. وعلى الرغم من أن ارتكاب انتهاكات كهذه يبقى نادرًا ضمن أعضائها، تمتلك الجمعية الأمريكية للعري الترفيهي محاميًا تحت طلبها لتقديم المساعدة. تتطلب العديد من الأماكن الخاصة للتعري استشارة أحد الوالدين أو كليهما، بما في ذلك الوالدين الغائبين، في ما يتعلق بتسجيل أولادهم القاصرين. وقد يتضمن ذلك حالات الحضانة المشتركة وأسرة الربائب. 